# 山本政弘
山本 政弘（やまもと まさひろ、1918年9月16日 - 2005年8月11日）は、日本の政治家。日本社会党衆議院議員（7期）。衆議院功労議員表彰。

## 経歴
富山県生まれ。九州帝国大学法文学部法科卒業後、南満州鉄道社員。太平洋戦争中は海軍主計大尉としてフィリピン戦線に従軍し、レイテで捕虜となる。衆議院議員鈴木茂三郎秘書。1967年、衆議院選挙に旧東京3区から立候補し、初当選。1986年まで7期務めた。社会党左派の「社会主義協会」中心メンバーの一人で、1972年社会党機関紙局長となり、社会党の機関紙活動を一新し、「社会新報」の大幅拡大をかちとり多年にわたる累積赤字を解消させた。一方で1983年から1991年まで石橋政嗣、土井たか子両委員長の下、社会党副委員長を務め、マルクス・レーニン主義から西欧社会民主主義に近い現実路線への転換を主導した。議員引退後も影響力を維持し、1993年には村山富市に委員長就任を働きかけた。1996年、社会民主党への改称後も党に残り、2005年の東京都議会選挙でも、候補者の応援に駆けつけた（候補は落選）。都議選の翌月、8月11日、心不全のため東京都品川区の病院で死去。享年86。

## 著書
- 『大正期思想団体視察人報告』
- 『昭和官憲思想調査報告』
- 『日本の社会主義』
- 『社会保障入門』
- 『昭和への遺恨 ある海軍主計士官の体験』　しらかば工房 2000年